# Трубочка (посёлок)
Трубочка (укр. Трубочка) — посёлок, входит в Гайсинский район Винницкой области Украины.
Население по переписи 2001 года составляло 212 человек. Почтовый индекс — 23711. Телефонный код — 04334. Занимает площадь 0,717 км². Код КОАТУУ — 520885209.

## Местный совет
23710, Вінницькая обл., Гайсинський р-н, с.Носівці, вул.Ставкова,5